# Karim Essediri
Karim Essediri (en árabe: كريم السديري‎) (nacido el 29 de julio de 1979 en París) es un exfutbolista que formó parte de la selección de Túnez en 2006.

## Carrera
Antes de unirse a Lillestrøm en 2006, jugó en el Rosenborg, Bodø / Glimt y Tromsø en Noruega Club Meaux y Red Star 93, en Francia, y Club Africain en Túnez.
Essediri tuvo un inicio difícil en Tromsø, y se le dio la culpa parcial para el año 2001 del club relegación Al año siguiente fue prestado a otro club noruego Bodø / Glimt. Cuando regresó a Tromsø, no se consideró el primer equipo material. Sin embargo, la llegada de Por Mathias Høgmo como entrenador en jefe hizo Essediri el extremo derecho titular en el estilo de contraataque Høgmo de juego. Ritmo Essediri le hizo una figura importante en la creación de Tromsø IL de contraataques, y terminó la temporada 2004 está entre los tres primeros para asistencias en la Liga Premier. Essediri había convertido con éxito a partir de [chivo expiatorio []] en 2001 a héroe en 2004.
Después de su éxito en Tromsø, Essediri fue recogido por varios partidos para Túnez, tanto en el Copa Mundial 2006 y la Copa Confederaciones 2005.
Después de haber luchado para entrar en el lado Lillestrøm, la temporada 2009 ha visto Essediri convertir de nuevo a la derecha por el éxito, y era un habitual durante el 2009-temporada.

## Vida personal
Essediri habla francés, árabe y noruego.